# Hein Minkenberg

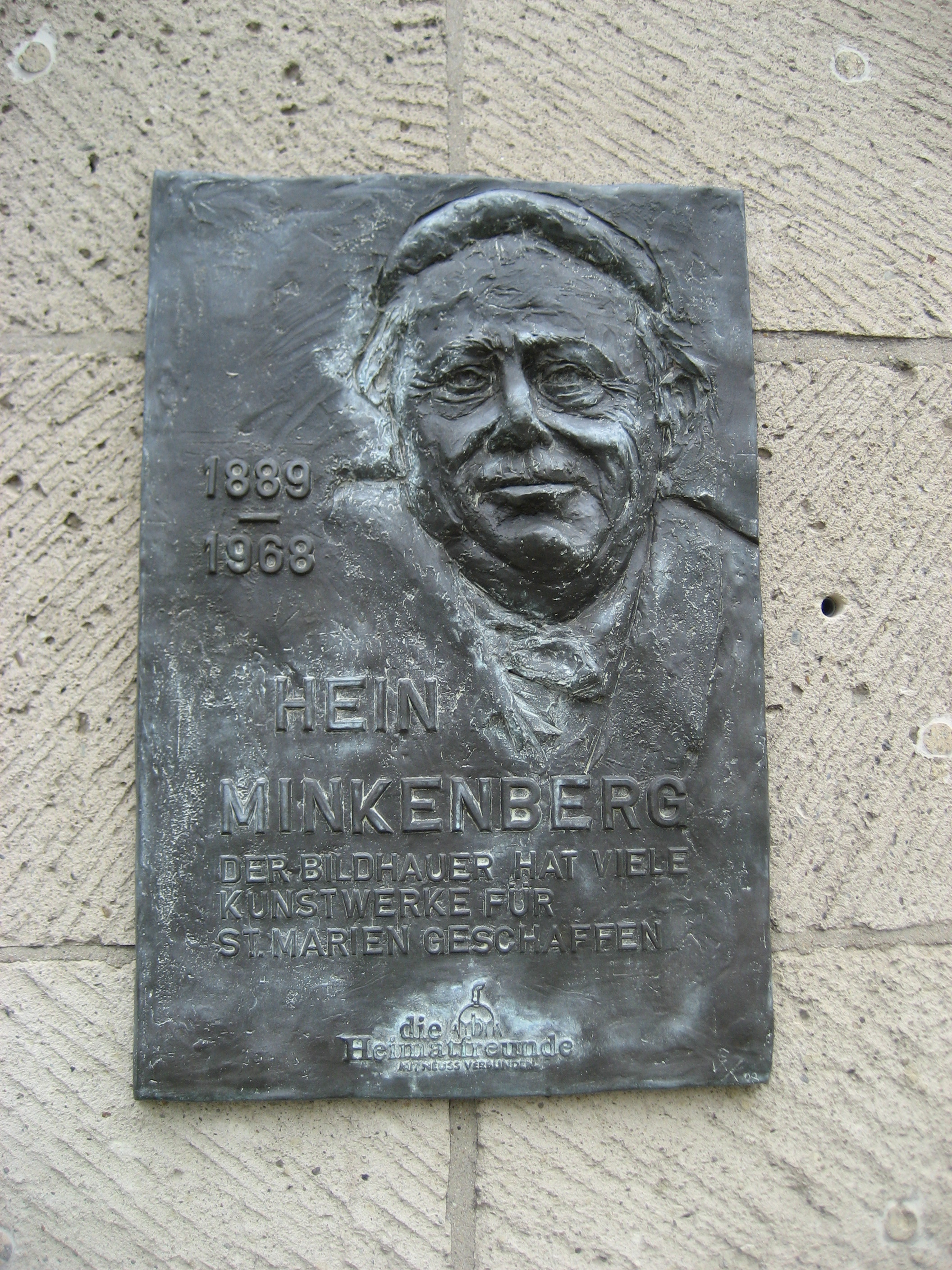
Platte zur Erinnerung an Hein Minkenberg an St. Marien in Neuss

Hein Minkenberg (* 12. März 1889 in Heinsberg; † 12. November 1968 in Neuss) war ein deutscher Bildhauer der christlichen Kunst und Kunstprofessor an der Kunstgewerbeschule Aachen.

## Leben und Wirken
Hein Minkenberg, Sohn eines Dachdeckers, besuchte die Volksschule, nahm Zeichenunterricht und absolvierte eine Bildschnitzerlehre. Anschließend begab er sich arbeitsuchend auf Wanderschaft unter anderem nach Kleve, Paderborn und Osnabrück. Nachdem er 1916 Maria Elisabeth Schulte geheiratet hatte, gab ihm sein Bruder Gerhard in Rheindahlen (seit 1921 Teil der Stadt Mönchengladbach) die Möglichkeit, in seinem Steinmetzbetrieb zu arbeiten und sich mit dem Material Stein vertraut zu machen.
Mittlerweile zeigte Minkenberg aber großes Interesse an den Werken und den Techniken des norddeutschen Bildhauers Ernst Barlach, der ihm nun als Vorbild diente, als er nach dem Ersten Weltkrieg seine ersten selbstständigen künstlerischen Werke in Ton, Holz und Stein erstellte, diese aber mit einem ihm eigenen Stil versah. Dabei war es ihm als tiefreligiös empfindender Mensch wichtig, sich vor allem auf religiöse Motive zu spezialisieren. Auch persönliche Kontakte zu Walter Kaesbach, den späteren Leiter der Kunstakademie Düsseldorf, bereicherten seine künstlerische Entwicklung. Seine ersten großen Werke entstanden, darunter die noch heute in St. Marien in Neuss stehende Pietà.
Nachdem sein Bruder den Steinmetzbetrieb auf Grund geringer Aufträge schließen musste, sah sich Hein Minkenberg veranlasst, seine Familie, zu der mittlerweile auch zwei Töchter zählten, zu den Schwiegereltern nach Westfalen zu schicken. Er selbst begab sich jetzt wieder auf Reisen unter anderem nach Wesel, Lübeck, Bamberg, Rothenburg ob der Tauber, Würzburg und Ulm. In Wesel schloss er sich einer Gruppe um den Priester Augustinus Winkelmann an, zu denen beispielsweise Heinrich Campendonk, Jan Thorn-Prikker, und Helmuth Macke gehörten und die mit ihrem Atelier auf dem alten Klosterareal Marienthal bei Hamminkeln Klosterzellen, Kirchen und Friedhöfe ausstatteten.
Nachdem er im Jahr 1925 bei der Ausstellung Christliche Kunstwerke von zeitgenössischen Künstlern des Niederrheins in Mönchengladbach auf sich aufmerksam machte, folgte im Jahr 1928 der Ruf an die Kunstgewerbeschule Aachen, wo er als Kunstprofessor unter Rudolf Schwarz die dortige Bildhauerklasse bis 1934 übernahm. In jenem Jahr wurde Minkenberg wie alle Dozenten und Schüler auf Grund der Schließung der Kunstgewerbeschule entlassen, da die nun regierenden Nationalsozialisten deren Kunst als „entartet“ bewerteten. Während sich seine Kollegen Hans Schwippert, Anton Wendling, Maria Eulenbruch und Andere in das benachbarte Raeren in Belgien zurückzogen, nahm Minkenberg Zuflucht in einer leerstehenden Villa in Büttgen (bei Neuss), wo er sich ein Atelier einrichtete, welches aber 1943 durch einen Bombenangriff abbrannte.
Nach einem Zwischenaufenthalt im süddeutschen Raum, kam er 1947 wieder nach Neuss zurück, wo er diesmal von der Stadt am Hamtorwall ein Atelier zur Verfügung gestellt bekam. Nun folgten seine erfolgreichsten Jahre und zahlreiche Kunstwerke entstanden in dieser Zeit. Besonders viele seiner Werke erhielt das zu jener Zeit in Neuss ansässige Collegium Marianum, aber auch zahlreiche Kirchen in der näheren und weiteren Umgebung. Nachdem 1953 seine erste Frau gestorben war, heiratete Minkenberg 1958 eine ehemalige Schülerin, die Bildhauerin und Keramikerin Martha Sträter (1900–1985), eine Enkelin des Kunstsammlers August Sträter.

## Werke (Auswahl)
- Pietà, Altar, Tabernakel, mehrere Reliefs und andere Werke in St. Marien, Neuss, 1924
- Die Heilige Familie, Holzschnitt, 1934
- Hochaltar im Quirinus-Münster (Neuss), 1948
- Altarkreuz und Tabernakel in der Herz-Jesu-Kirche in Viersen-Dülken, 1954
- Christopherus-Figur in der Kalker Kapelle, 1957
- Elfenbeinkorpus in der Kapelle von Burg Rothenfels
- Elfenbeinkorpus in der St. Albertus Magnus Kapelle in Leversbach
- Elfenbeinkorpus in St. Elisabeth Neuss-Reuschenberg
- Holzkruzifix und  Tabernakel in St. Aldegundis (Kaarst)
- Gedenkkreuz in St. Michael (Opladen)
- 14 Kreuzwegstationen in St. Josef Krefeld-Traar, Reliefs in gebrannten Ton
- Grabplatte in der Allerheiligenkapelle (Bischofsgruft) im Aachener Dom
- Vortragekreuz der Herz-Jesu-Kirche in Aachen-Burtscheid

## Würdigung
Einige Städte in Deutschland bewahren durch Benennung von Straßen das Andenken des Künstlers. Eine Hein-Minkenberg-Straße gibt es in
- Neuss, Hein-Minkenberg-Str.
- Mönchengladbach (Stadtteil Rheindahlen), Hein-Minkenberg-Str.
- Heinsberg, Hein-Minkenberg-Str.
- Kaarst (Stadtteil Büttgen), Hein-Minkenberg-Str.